# Tea

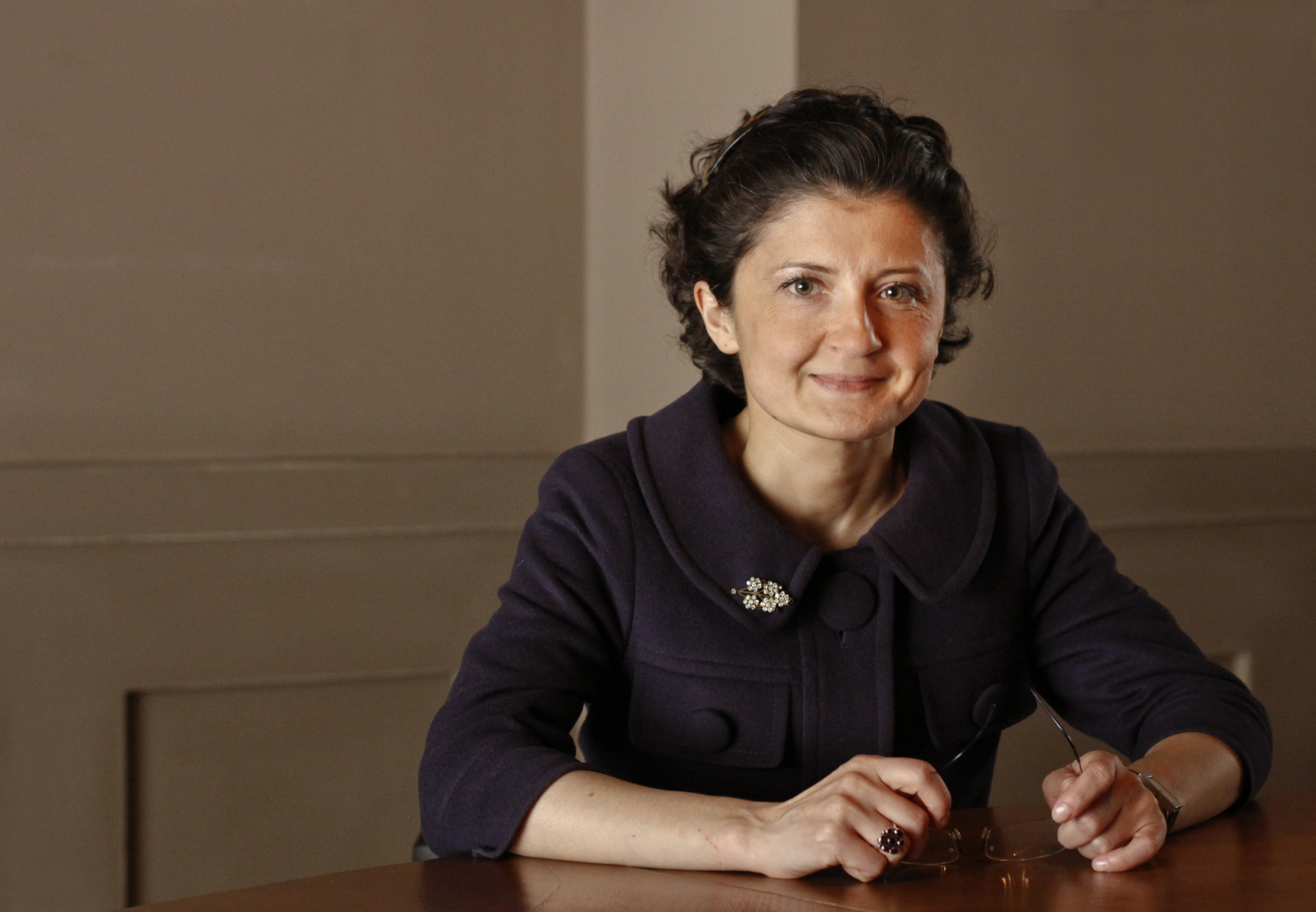
Tea Tsulukiani, 2012.

Tea eller Thea är ett kvinnonamn och en kortform av Dorotea, Teodora eller Teresia. Det kan också betraktas som en form av gudinnenamnet Theia.
Namnet har använts som dopnamn i Sverige sedan mitten av 1800-talet.
Under slutet av 1990-talet blev Tea ett av de 100 vanligaste tilltalsnamnen bland de yngsta. Så populärt har namnet troligen aldrig varit tidigare. Den 31 december 2012 fanns det totalt 7 192 personer i Sverige med namnet Tea eller Thea, varav 5 588 med det som förstanamn/tilltalsnamn. År 2003 fick 531 flickor något av namnen, varav 432 fick det som tilltalsnamn.
Namnsdag: 23 september  (sedan 1993, dessförinnan 9 november). I den finlandssvenska namnsdagslängden har Tea namnsdag 6 februari sedan 1964.

## Personer med namnet Tea/Thea
- Thea von Harbou, tysk författare och skådespelerska
- Téa Leoni, amerikansk skådespelerska
- Téa Obreht, amerikansk författare
- Thea Oljelund, svensk författare och journalist
- Tea Tsulukiani, georgisk politiker och justitieminister
- Thea Vidale, amerikansk komiker och skådespelerska